# Лепельський контрнаступ
Лепельський контрнаступ (також Битва під Сєнно) — радянська спроба контрнаступу в напрямі Лепеля, що відбулася 6–10 липня 1941 у перебігу Вітебської битви. Контрнаступ проводився з метою зупинити німецький наступ на Вітебськ, закінчився невдачею радянських військ.

## Передумови
Після зайняття Мінська та розгрому основних сил Західного фронту в Білостоцькому та Мінському котлах німецькі ударні з'єднання просуваються до річок Західна Двіна та Дніпро з планом закріпитися на цьому рубежі та продовжити наступ на Москву.
В кінці червня — на початку липня на залізничних станціях між Смоленськом і Оршею вивантажується 5-й мехкорпус, котрий перекинули з місць дислокації в Забайкаллі — станції Борзя. 2 липня Лепель було піддано бомбардуванню 12-15 літаками люфтваффе, знищено військкомат і вбиті майже всі призовники.
3 липня німецька 20-та моторизована дивізія захопила переправу через Березину на схід від Бегомля в районі автотраси Мінськ — Лепель. 50-та стрілецька дивізія могла тільки відстрілюватися в часі відступу. До 4 липня німецькі танкові частини прорвалися в район Лепеля, Улли та Старого Бихова, виходять західніше Вітебська, Богушевська та Обольців. На Вітебському напрямі наступав 39-й моторизований корпус генерала танкових військ Р. Шмідта — із складу 3-ї танкової групи Гота.
4 липня німецька 19-та танкова дивізія за підтримки 8-го авіакорпусу захопила плацдарм на західному березі Західної Двіни біля Дісни, де оборонялася 98-ма стрілецька дивізія, 18-та танкова дивізія зайняла Фариново; 174-та стрілецька дивізія відходить за річку Ушача та підриває міст; німецький танковий полк займає Чашники, мотопіхотний рухається на Бочейково.
7-ма танкова дивізія (149 танків, з них 11 Panzer IV) генерал-майора Г. фон Функа, котра рухалася в авангарді, 4 липня зайняла Лепель та продовжила рухатися на схід. На південь, вздовж Московського шосе, наступав 47-й моторизований корпус (2-га танкова група Гудеріана) генерала танкових військ Й. Лемелсена, в авангарді — 18-та танкова дивізія, маючи за мету зайняти Оршу.

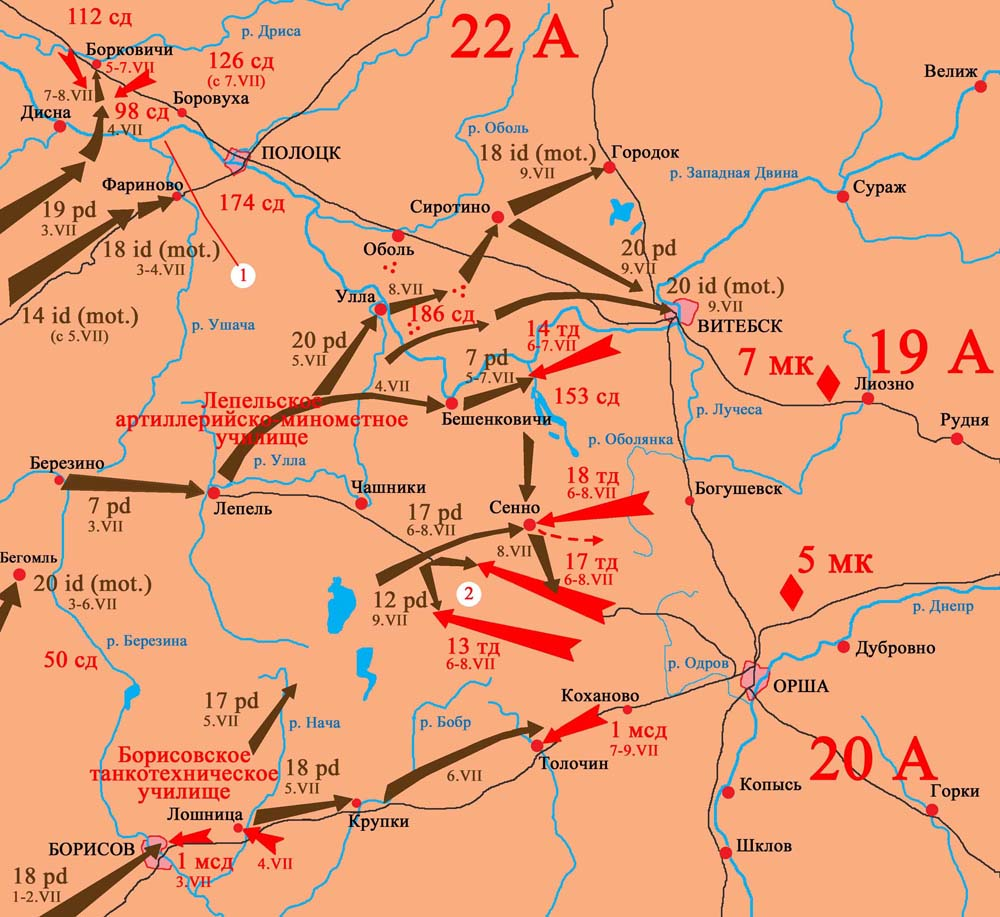
Бойові дії в часі з 1 по 10 липня 1941 року

Вранці 5 липня передовий загін 17-ї танкової дивізії полковника Р.-Е. Ліхта займає Черею, під вечір була зупинена за 5 км від Сєнно біля села Осиновка.
5 липня командуючий 22-ю армією генерал П. О. Єршаков віддає наказ на оборону Себезького і Полоцького укріпрайонів по річці Західна Двіна; того дня у розвідці боєм в танку БТ-2 загинув Герой Радянського Союзу капітан Хараборкін Георгій Филимонович. 17-та танкова дивізія генерал-майора К. Фон Вебера скеровується для утримання зв'язку між 39-м та 47-м мотокорпусами і між 2-ю і 3-ю танковими групами.

## Плани радянського контрнаступу
Для зупинення нацистського наступу радянське командування приймає рішення завдати удару по наступаючому угрупуванню силами двох мехкорпусів, що ще не брали участі в боях.
До місця планованого контрудару прибуває новий командуючий Західним фронтом маршал Тимошенко та директивою в ніч на 5 липня наказує підготувати контрудар силами 5-го та 7-го мехкорпусів у співдії з фронтовою авіацією в напрямі Островно та Сенно. Для виконання поставлених завдань 7-й мехкорпус мав зосередитися в районі Ліозно, 5-й мехкорпус — біля села Девіно, станцій Стайки — Орєховськ. Наступати наказувалося 7-му мехкорпусу — на Камень — Кубличі, 5-ту — в напрямі Лепеля. Для 5-го мехкорпусу визначалася глибина удару в 140 кілометрів з району Високе на Сенно та Лепель на фронті шириною в 15 кілометрів, для 7-го мехкорпусу — до 130 кілометрів — з району Рудня на Бешенковичі та Лепель. Після виходу в район Лепеля 7-й мехкорпус мав завдати удару в фланг та тил Полоцького угрупування — нацистські 57-й мотокорпус та 3-тя танкова група; 5-й мотокорпус мав ціль розвинути наступ в західному напрямі — на Глибоке та Докшиці, утворивши оборонний рубіж по річці Лучоса.
Наступ 5-го мехкорпусу мав відбуватися в два ешелони, в першому мали наступати 13-та та 17-та танкові дивізії, в другому — загін 109-ї мотострілецької дивізії — мав наступати від Роського Сельця; 8-й мотоциклетний полк (майор П. О. Білик) був в корпусному резерві, також танковий батальйон 16-го танкового полку та мотострілецький батальйон 602-о мотострілецького полку.
З півдня наступ мала підтримувати 1-ша мотострілецька дивізія, котра оборонялася вздовж Московського шосе проти нацистської 18-ї танкової дивізії, для цього її посилили 115-м танковим полком 57-ї танкової дивізії (дивись Борисовський бій). Початок наступу призначався на ранок 6 липня. Директива закінчувалася фразою «В ніч на 6 липня запалити ліси в районі Лепель, Глибоке, Докшиці».
Разом з цим відбулася недооцінка німецьких сил радянським командуванням.

## Сили сторін

### СилиРСЧА
- 5-й механізований корпус (генерал-майора І. П. Алексеєнка)
  - 13-та танкова дивізія (полковник Ф. У. Грачев) — 7 КВ, 8 тягачів Т-26, 10 Т-34, 20 Т-37, 26 ХТ, 112 Т-26, 238 БТ-7,
  - 17-та танкова дивізія (полковник І. П. Корчагін) — 4 БТ-5, 6 КВ, 7 Т-26Т І тягачів Т-26, 7 Т-27, 10 Т-34, 31 ХТ, 112 Т-26, 255 БТ-7
  - загін 109-ї моторизованої дивізії (майор М. Ф. Мернов) — 2700 бійців і офіцерів[6];
- 7-й механізований корпус (генерал-майора В. І. Виноградова)
  - 14-та танкова дивізія (полковник І. Д. Васильєв) — 24 танки КВ, 29 Т-34, 176 БТ-7, 16 ХТ, тягачі СТЗ-5-НАТІ,
  - 18-та танкова дивізія (генерал-майор Ф. Т. Ремізов) — 10 танків КВ-2, 11 БТ-7, 187 Т-26, 54 ХТ.

5-й мехкорпус перекидується з території УРСР в район східніше Орші, танкові частини прибули 4 липня, решта продовжували прибувати до 8 липня; основні сили 109-ї моторизованої дивізії, тилові та ремонтні частини не прибули взагалі, рішенням командування мехкорпус обслуговувався армійським збірним пунктом аварійних машин в Орші. Також з розташування в УРСР не прибули розвідувальний батальйон та батальйон зв'язку 13-ї танкової дивізії. Загалом в складі корпусу на озброєнні рахувалося 927 танків.
7-й мехкорпус з початком нацистсько-радянської війни починає просуватися на захід з розташування Московського військового округу та 30 червня прибув до Ліозно.
1-ша мотострілецька дивізія виводиться із підпорядкування корпусу та перекидається під Борисов, відразу вступила у бій по обороні міста.
До початку боїв мехкорпус мав без першої мотострілецької дивізії 507 танків.
В складі радянської 20-ї армії генерал-лейтенанта П. О. Курочкіна налічувалося два мехкорпуси, 69-й стрілецький корпус — 153-тя, 229-та та 233-тя стрілецькі дивізії, котрі займали оборону по лінії Вітебськ — Орша, та кілька стрілецьких дивізій. По дослідженнях Л. Н. Антонова, 20-та армія була посилена 4 артилерійськими полками та 5 зенітними артилерійськими дивізіонами. Загалом в армії нараховувалося понад 130 000 бійців, близько 1500 гармат та мінометів (в цьому числі мінометів близько 600 та 500 протитанкових гармат), понад 1000 танків; загалом в складі армії перед початком контрнаступу нараховувалося близько 130 000 вояків. О. В. Ісаєв по дослідженнях уточнив щодо кількості бронетехніки — в двох мехкорпусах нараховувалося близько 1400 танків, з них 47 КВ та 49 Т-34, також 330 бронеавомобілів.
Дії 20-ї армії з повітря підтримувала 23-тя змішана авіадивізія — 169-й та 170-й винищувальні авіаполки, 213-й та 214-й бомбардувальні, 401-й винищувальний авіаційний полк та 430-й штурмовий авіаційний полк — загалом 124 літаки, з них 26 несправних. Наказ про підтримку отримала і 12-та бомбардувальна авіадивізія, що базувалася під Вітебськом, однак вона на той час зазнала значних втрат. 8 липня керівництво ВПС Західного фронту звітувало, що авіація 20-ї армії нараховувала 58 літаків, ще 166 одиниць знаходилися в фронтовому підпорядкуванні. Зокрема, І-153 23 (8 справних), І-16 — 12 (6 справних), СБ — 19 (11 справних), Ар-2 — 3, 19 МіГ (18 справних), 22 Іл-2.

### Сили Вермахту
В танковому бою на південний захід від Вітебська брали участь з самого початку 7-ма та 17-та танкові дивізії.
7-ма танкова дивізія генерал-майора Г. фон Функа на початку липня в своєму складі мала 149 танків з 265, що числилися станом на 22 червня, половина з них LT-38.
В 17-й танковій дивізії генерал-майора К. фон Вебера на 4 липня було 80 одиниць з 239 танків та БТР станом на 22 червня.
Згодом в місце боїв прибуває 18-та танкова дивізія генерала Вальтера Нерінга.
9 липня на підсилення німецької групи підійшла 12-та танкова дивізія генерал-майора Йозефа Гарпе, що й перехилило перевагу в німецький бік.
Дії німецьких військ з повітря підтримував 8-й авіакорпус В. фон Ріхтгофена.

## Перебіг операції
Через відсутність взаємодії між радянськими механізованими корпусами та окремими танковими дивізіями бойові дії звелися власне до розрізнених боїв на річці Чорногостниця, біля Сенно — в полосі наступу 7-го мехкорпусу, та в полосі наступу 5-го мехкорпусу — біля Толпіно і Цотово.
- Стрілецькі частини

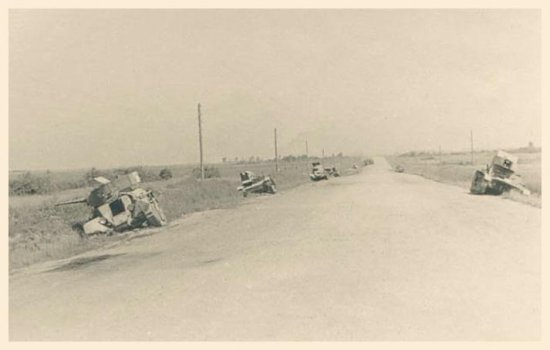
Після бою

153-тя стрілецька дивізія зранку обороняється на Черногостниці, відбила атаку 7-ї німецької танкової дивізії під Гнездиловом.
186-та стрілецька дивізія 7 липня протистояла форсуванню німецькою 20-ю танковою армією Західної Двіни.
8 липня дивізія вела бій з підійшлими німецькими частинами 20-ї танкової та 20-ї моторизованої дивізій. В результаті боїв 186-та стрілецька дивізія оточена та розсічена, командний пункт знищений; дивізія окремими підрозділами відходить з-під Улли.
- Дії 5-го механізованого корпусу

Вночі на 6 липня біля Сєнно німці висадили десант з приблизно 500 вояків та 60 танкеток. 5-й механізований корпус почав наступ вранці 6 липня, проте просування відбувалося надто повільно, зокрема, через розлізлі після зливи ґрунтові дороги, танкові частини натрапили на організований опір німецького моторизованого корпусу по лінії Масюки — Обольци.
Станом на 8-му годину вечора танкові сили просунулися в напрямі Лепеля на 13-15 кілометрів; 17-та танкова дивізія досягла лінії Серкуті — Будно, 13-та танкова — Замошьє — Обольци, загін 109-ї мотострілецької дивізії вийшов на захід від Вязьмичів. До кінця дня 17-та танкова майже повністю вичерпала запас палива — далися взнаки і постійні «прбки» на дорогах — танкові колони рухалися із середньою швидкістю близько 4 кілометрів на годину, та постійна необхідність укривати техніку в лісі — фронтова авіація давала в тому часі вельми мало прихистку.
7 липня сили корпусу змогли атакою похідних колон на Сенно 17-ї танкової дивізії, що розтяглися, прорватися в напрямі Цотово і Толпіно, розірвавши похідні порядки нацистів біля озер Сєнно і Соро. В боях 7 липня танкові частини діяли практично без повітряного прикриття — про це зазначав командир 14-ї танкової. Під кінець дня німецькі сили числом до трьох полків за підтримки артилерії закріплюються на рубежі Уздорники — Антопольє, створивши вогнищеву оборону глибиною до 2 кілометрів.
Проте полишення частинами 7-го мехкорпусу містечка Сенно (тричі переходило з рук в руки) різко погіршило становище 5-го мехкорпусу. 8 липня в обідню пору починається наступ 13-ї танкової дивізії — взагалі без артпідготовки. Частини німецьких 7-ї та 17-ї танкових дивізій атакують 5-й мехкорпус зі сторони містечка з флангу та тилу, в середині дня підтягується німецька важка артилерія, вогонь котрої коригувала авіація. Вечором того ж дня корпусний резерв здійснює кидок північніше Речиці та відбиває німецький прорив.
5-й мехкорпус отримує наказ продовжити наступ на Лепель, 13-та танкова дивізія провела 5 атак без успіху, після бомбардувань люфтваффе припинила активні дії. Частини 17-ї танкової дивізії прорвалися в район Цотово.
Передові частини 5-го мехкорпусу опинилися в оточенні. Під вечір танкові частини з 800 мотоциклістами за підтримки люфтваффе та протитанкових гармат поруйнували порядки 17-ї танкової дивізії, радянські танкісти відступають окремими групами.
8 липня 34-й танковий полк 17-ї танкової дивізії ще продовжував бої біля Дубняків.
- Дії 7-го механізованого корпусу

14-та танкова дивізія 6 липня починає наступ, але не змогла подолати рубіж річки Черногостниця східніше Бешенкович. По результатах бою командуючий 20-ю армією доповідав, що відсутність результатів пояснювалася переважно незлагодженістю взаємодії корпусів та штабів. Начальник відділу політпропаганди дивізії В. Г. Гуляєв згодом писав, що накази того дня були настільки суперечливими, що «розвертали дивізію, як роту на стройових заняттях».
Цілий день 7 липня на річці Черногостниця радянські війська продовжували намагання просунутися вперед; комдив полковник Васильєв доповідав, що в бою цього дня брало участь 126 танків, з них 11 КВ та 24 Т-34; в бою було втрачено понад половину танків, загинуло 200 танкістів. Радянські сили атакували нацистські ряди, в яких була велика чисельність протитанкових гармат та знаходилися за природним рубежем-річкою із заболоченими берегами. Спроба під вогнем противника навести переправи та провести атаку основними силами танкових полків призвела до великих втрат в бойовій техніці та людських життях ще в часі форсування річки, до початку атаки. Німецькі танки північніше Сєнно прориваються на Нове Село.
Під вечір 7 липня, після значних втрат, 14-та танкова дивізія отримала наказ поміняти напрям удару.
З 6 липня радянська 18-та танкова дивізія вела бої за Сенно із передовим загоном 17-ї танкової дивізії.
Не отримавши підкріплення від 14-ї дивізії, 18-та танкова дивізія 8 липня полишила містечко. В ході боїв радянські танкові частини відбивали до 15 атак на добу, в швидкому часі опоинилися у оточенні. Пізно ввечері 17-й мотострілецький полк 17-ї танкової дивізії в бою з переважаючим противником знищив близько батальйону німецької піхоти біля села Толпіно.
9 липня ближче до вечора через успішний наступ німецьких сил північніше Вітебська радянський наступ призупиняється та поступає наказ вивести корпуси з бою. На дорозі Вітебськ — Смоленськ під Ліозно 14-та танкова дивізія закопує частину танків, створивши укріпрайон і таким чином стримавши просування німецької 12-ї танкової дивізії генерала Гарпе.
9 та 10 липня сили корпусу вели оборонні бої. 10 липня корпус виводиться в район Хлусово; за час боїв втрати корпусу в особовому складі та техніці склали до 60 %.

## Наслідки

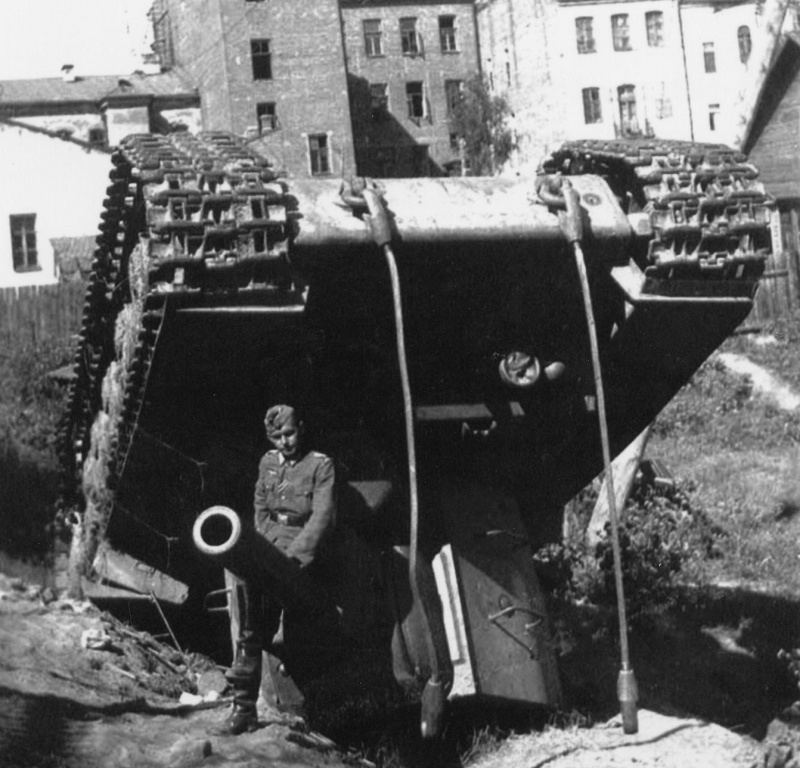
Підбитий КВ-2 з німецьким вояком верхи. Вітебськ, 1941

10 липня 680 бійців з 109-ї мотострілецької дивізії рушають на прорив оточення. 11 липня 14-та танкова дивізія кинута в контрудар на Вітебськ. Залишки 5-го мехкорпусу відійшли під Оршу, де з наказу командуючого 20-ю армією Курочкіна займають оборону як піхотинці. При виході з оточення серед інших загинув командир 25-го полку 13-ї танкової дивізії полковник О. Н. Муравйов; залишки мотострілецького полку 17-ї танкової дивізії вибралися з оточення аж 20 липня.
В 1990-х роках дослідники вирахували, що за час Лепельського контрнаступу радянські сили втратили 830 танків. Втрати 5-го мехкорпусу — без врахування оточеного загону 17-ї дивізії — склали 640 людей, з них до 140 вбитих та 360 пропалих безвісти. 5-й мехкорпус з 8 по 10 липня — 13-та танкова дивізія, 17-та танкова дивізія, загін 109-ї мотострілецької дивізії та корпусні частини — втратив 384 танки, 32 автомобілі, 12 бронеавтомобілів, 11 тракторів. Німецькі втрати невстановлені, орієнтовно вираховують на 4 піхотні полки, кілька артилерійських батарей та до 300 танків, при чому дослідники зазначають, що ці цифри завищені.
Радянський контрнаступ закінчився невдачею; 39-й німецький мотокорпус, скувавши дії червоних частин, 8 липня форсує Західну Двіну трьома дивізіями біля Улли. 9 липня 20-та танкова дивізія 39-го мотокорпусу 3-ї танкової групи Гота зайняла Вітебськ. Важкі втрати двох мехкорпусів полегшили в наступних днях нацистам дії під Смоленськом. 5-й мехкорпус втратив 633 танки, 7-й — 789. В 5-ту мехкорпусі вціліло 507 автомобілів та 102 трактори, у 7-му — 1300 автомобілів та 9 тракторів — загалом в корпусах перед контрнаступом було до 5200 автомобілів та 187 тракторів — ця техніка була переважно знищена пікірувальниками Ю-87.
За радянських часів втрати замовчувалися, тому відомі тільки орієнтовні цифри — до 5000 солдатів та офіцерів вбитими та полоненими.
Колишні лікарі та медсестри ставали підпільниками — більш як 300 пораненим у Сєнненському госпіталі вдалося вижити таким чином — нацистам лікарка Ухацька показувала вранці свіжі горбки могильні — одужуючі ж були вночі переправлені до партизанів.
Під Сєнним знаходилося німецьке кладовище, де було поховано близько 300 вояків — згодом на цьому місці побудована Сєнненська середня школа № 2.
Біля села Черногостьє — Бешенковицький район — встановлено місця загибелі близько 200 танкістів 14-ї танковох дивізії, які не були в списках загиблих — бо серед представлених до нагород за бої в цих місцях був і Джугашвілі Яків Йосипович, це й стало причиною піввікового замовчування.
Під селом Дуброво Бешенковицького району загинуло близько 1000 солдатів 153-ї стрілецької дивізії.
4 липня був заарештований командувач Західного фронту генерал Павлов Дмитро Григорович, вже 9 липня «визнав», що ненавидів радянську владу, був учасником військової змови та свідомо організовував поразку Радянської армії; розстріляний 22 липня.

## Вшанування
На річці Черногостниця в місці її перетину з Бешенковицьким шосе встановлено пам'ятний знак.
У 2011 році в Сенно встановлено пам'ятний знак — танк ІС-3.